# Pentecostalismo histórico
El pentecostalismo histórico es una de las cuatro ramas del pentecostalismo moderno y la más antigua de todas. Empezó a fines del siglo XIX y comienzos del siglo XX, a partir de la agrupación de iglesias protestantes que fueron rechazadas por la importancia que le daban a la creencia en el don de lenguas.
A diferencia de algunos otros grupos pentecostales posteriores, los pentecostalistas históricos creen en la Santísima Trinidad.

## Historia

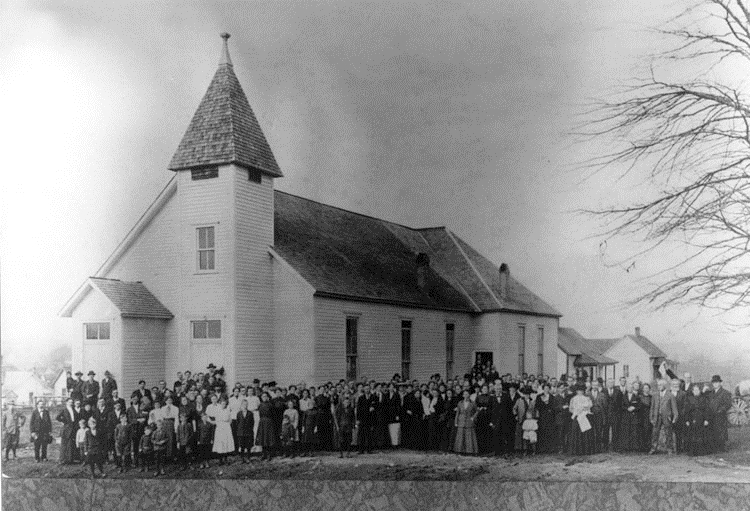
La octava asamblea general de la Iglesia de Dios en Cleveland, 1913.

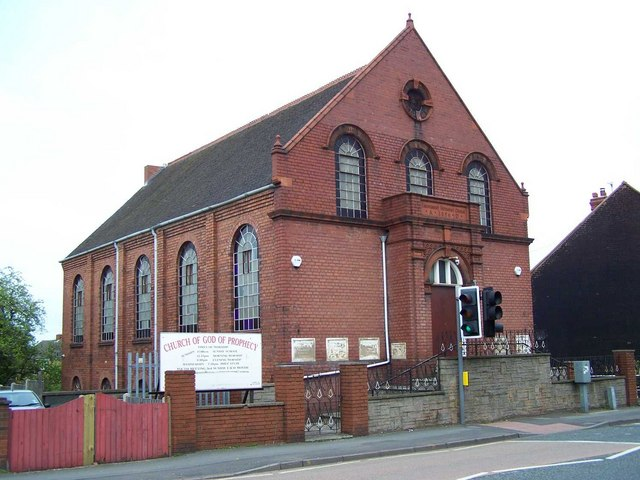
La Iglesia de Dios de la Profecía es una de las cinco derivaciones de la Iglesia de Dios de Cleveland.

Los antecedentes del movimiento se comenzaron a desarrollar en diversos lugares y de manera más o menos simultánea durante el siglo XIX.
El pastor inglés Edward Irving, ordenado en la iglesia presbiteriana, predicaba alrededor de 1830 acerca de la restauración de los «dones del Espíritu Santo». De este modo, Inglaterra fue uno de los primeros lugares en donde comenzó a hacerse referencia al don de lenguas y al don de profecía.
En 1846, un centenar de miembros del movimiento cristiano denominado Unión Cristiana practicó en Carolina del Norte, Estados Unidos, un bautismo masivo, en representación de la doctrina del bautismo en el Espíritu Santo. Dicho movimiento cambió su nombre en 1902 por el de Iglesia de la Santidad, y en 1907 por el de Iglesia de Dios, adquiriendo mayor notoriedad en la ciudad de Cleveland, Ohio. Según la propia organización, Iglesia de Dios comenzó el 19 de agosto de 1886, con ocho miembros. Hacia 1999 contaba con 729 911 miembros en 9 045 iglesias distribuidas en casi un centenar de países. La Iglesia de Dios ha pasado por diversas divisiones organizacionales, siendo la Iglesia de Dios de la Profecía una de sus derivaciones.

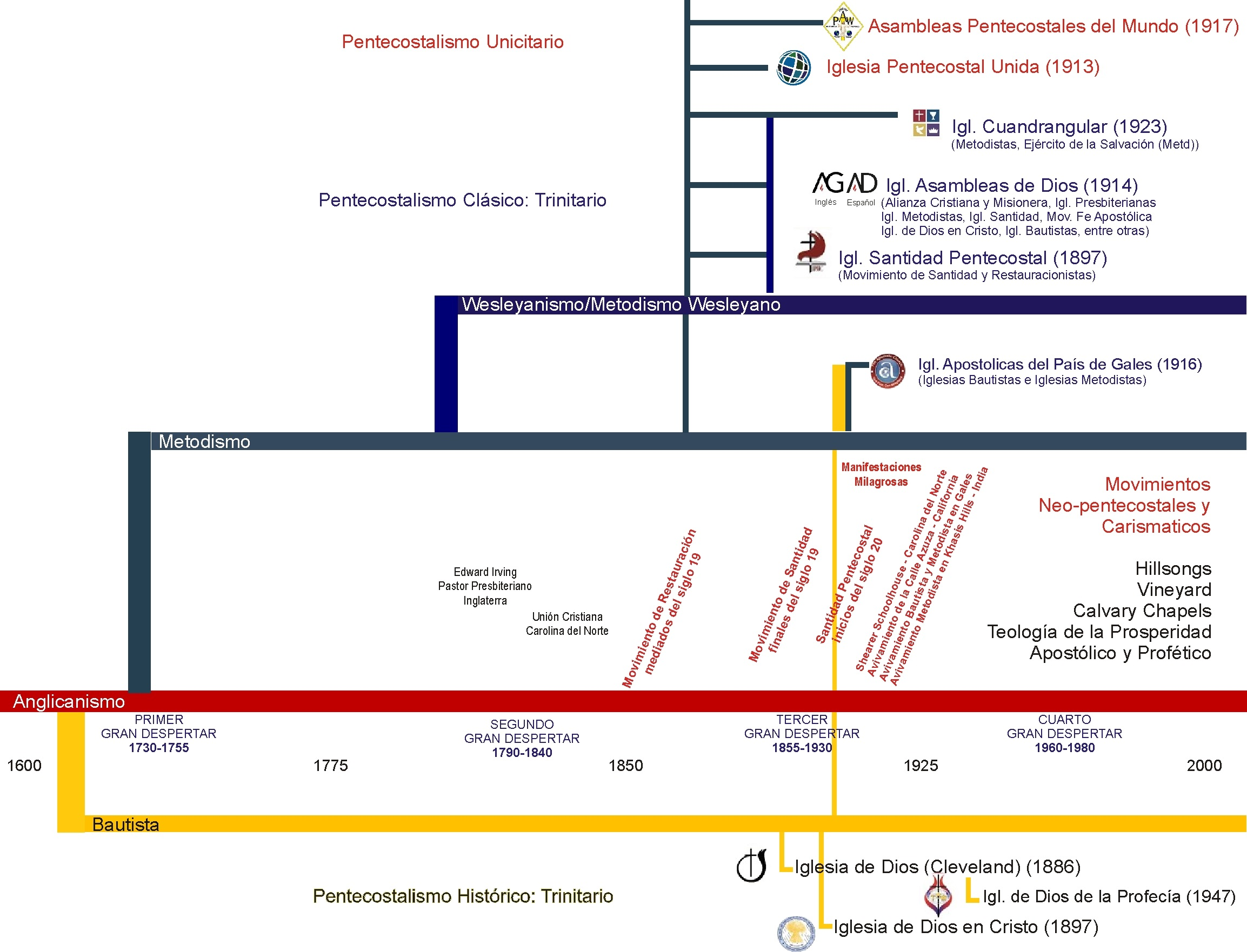
Desarrollo y evolución de las principales denominaciones pentecostales

Otro registro sobre la práctica del bautismo por derramamiento data de 1860, y habría sido practicada en el sur de India por un pastor indio llamado J. C. Aroolappen.

## Organizaciones religiosas
- Iglesia de Dios (Cleveland)
- Iglesia de Dios de la Profecía
- Movimiento de Santidad
- Iglesia de Dios Hispana Betel